# Articularis cubiti
Musculus articularis cubiti (eller blot articularis cubiti) er en muskel i albuen.
Den anses af nogle kilder for at være en del af musklen triceps brachii.[kilde mangler]
Den er også kendt som "subanconeus musklen", på grund af dens forhold til anconeus.
Den klassificeres som en muskel i det posteriore brachium.